# Gerhard Hanappi
Pour les articles homonymes, voir Hanappi.
Gerhard Hanappi, né le 16 février 1929 à Vienne et mort le 23 août 1980 à Vienne, est un footballeur autrichien, évoluant au milieu de terrain ou arrière gauche. Sélectionné à 93 reprises en équipe nationale d'Autriche entre 1948 et 1962, il atteint avec la sélection la troisième place de la coupe du monde 1954 en Suisse. En club, il a évolué tout d'abord avec Wacker Vienne puis le Rapid Vienne avec lequel il a remporté sept championnats d'Autriche et une coupe d'Autriche. Après sa retraite sportive, il entreprit des études d'architecte qui l'a emmené à tracer les plans du Weststadion qui fut renommé après sa mort en stade Gerhard Hanappi.

## Biographie
Né à Vienne, Gerhard fait ses débuts en championnat d'Autriche sous les couleurs de son club formateur du Wacker Vienne en 1947. Rapidement remarqué, il est appelé en équipe nationale d'Autriche en  novembre 1948 à tout juste 19 ans pour affronter la Suède, il devient en peu de temps un élément incontournable de la sélection où par son talent il est considéré comme le successeur de Matthias Sindelar, grand joueur autrichien d'avant-guerre.
En 1950, il est transféré non sans controverse dans un autre club de la ville de Vienne - le Rapid Vienne - avec lequel il effectuera le reste de sa carrière sportive. Il y connaît de grands moments et marque le club de son empreinte puisqu'il y remporte sept championnats nationaux, une coupe nationale et une Coupe Mitropa entre 1950 et 1965 (date de sa retraite) et prit son capitanat durant sept années. Il y dispute également toutes les campagnes européennes, tout d'abord la Coupe Mitropa puis la Coupe des Champions dès sa création, où le club atteint les quarts-de-finale en 1956, a tenu en échec le Real Madrid en 1957 (le Real dut faire un match d'appui pour éliminer le Rapid Vienne), l'AC Milan en 1958 (qui doit sa qualification également par un match d'appui), atteint les demi-finales en 1960 (éliminé par le futur vainqueur le Benfica Lisbonne), atteint les quarts-de-finale de la Coupe des vainqueurs de coupes en 1962 contre l'AC Fiorentina et enfin atteint les huitièmes-de-finale de la Coupe des villes de foires en 1964 (éliminé par le Valence CF), le Rapid Vienne est alors une des équipes les plus redoutées en Europe, symbolisé par Hanappi.
Parallèlement, il est un titulaire indiscutable en sélection autrichienne, il est appelé à 93 reprises en sélection entre 1948 et 1962 (ce record fut battu en juin 1998 par Anton Polster) et y inscrit 12 buts. Non-inscrit pour les qualifications pour la coupe du monde 1950, l'Autriche se qualifie pour la coupe du monde 1954, Hanappi prend part à toutes les rencontres en tant que titulaire où la sélection termine troisième. L'Autriche se qualifie ensuite la coupe du monde 1958 en écartant en éliminatoires les Pays-Bas grâce à un résultat nul 1-1 à Amsterdam grâce à un but d'Hanappi. Il participe également à toutes les rencontres en tant que titulaire, mais l'Autriche ne réalise pas le même parcours qu'en 1954 puisqu'elle est éliminée dès le premier tour après deux défaites contre le Brésil (0-3) et l'U.R.S.S. (0-2) avant de tenir en échec l'Angleterre (2-2). En 1962, l'Autriche ne prend part aux éliminatoires. Sur le continent européen, l'Autriche participe à l'Euro 1960 où elle atteint les quarts-de-finale contre la France où Hanappi est toujours titulaire, il s'agit de sa dernière grande compétition sous le maillot national puisqu'il effectue sa dernière sélection en septembre 1962 contre la Tchécoslovaquie.
Sur un plan personnel, Gerhard Hanappi reçoit de nombreux témoignages sur son talent. Lors de la création du Ballon d'or en 1956, Hanappi figure à plusieurs reprises dans le classement - 13e en 1956, 17e en 1957, 25e en 1958, 23e en 1960 et 10e en 1961 - étant parfois le seul Autrichien apparaissant au classement (1957 et 1958) ou accompagné d'un compatriote (Ernst Ocwirk en 1956, Erich Hof en 1960, Horst Nemec, Gernot Fraydl, Karl Stotz et Karl Koller en 1961).
Il prend en 1965 sa retraite sportive. Avec l'argent cumulé durant sa carrière de footballeur, il finance des études d'architecte. Il réalise plus tard les plans du Weststadion à Vienne avant qu'il soit renommé en stade Gerhard Hanappi après sa mort. Il meurt en 1980 d'un cancer à l'âge de 51 ans.

## Carrière
- 1947-1950 : Wacker Vienne (Autriche)
- 1950-1965 : Rapid Vienne (Autriche)

## Palmarès
- En sélection :
  - 93 sélection et 12 buts avec l'équipe d'Autriche entre 1948 et 1962[2].
  - Troisième de la coupe du monde 1954.
  - Participation à la coupe du monde 1958 (3 matchs) et à l'Euro 1960.

- En club :
  - Vainqueur de la Coupe Mitropa : 1951.
  - Champion d'Autriche : 1951, 1952, 1954, 1956, 1957, 1960 et 1964.
  - Vainqueur de la Coupe d'Autriche : 1961.